# Roestruglijster
De roestruglijster (Turdus rufopalliatus) is een zangvogel uit de familie lijsters (Turdidae).

## Verspreiding en leefgebied
Deze soort is endemisch in Mexico en telt 3 ondersoorten:
- T. r. rufopalliatus: westelijk Mexico.
- T. r. interior: het zuidelijke deel van Centraal-Mexico.
- T. r. graysoni: Três Marias.